# Небесное око
«Небе́сное о́ко», в других переводах «Глаз в не́бе» или «О́ко небе́сное» (англ. Eye in the Sky) — научно-фантастический роман, написанный американским писателем Филипом К. Диком. Роман был выпущен в 1957 году издательством Ace Books. Название произведения является отсылкой к всевидящему оку, которое появляется как персонаж во Вселенной религиозного фундаменталиста и действующего лица в романе Артура Сильвестра.
После несчастного случая в городе Бельмонт, связанного с ускорителем «Беватрон», восемь человек вынуждены переселиться в несколько альтернативных вселенных. Эти суррогатные вселенные позже раскрываются как солипсистские проявления самых сокровенных страхов и предрассудков каждого человека, приводя историю в соответствие со склонностью Дика к субъективным реальностям. Помимо его будущих дискуссий о теологии и страхов по поводу авторитаризма эпохи Маккарти, роман пронзает несколько человеческих слабостей.

## О романе

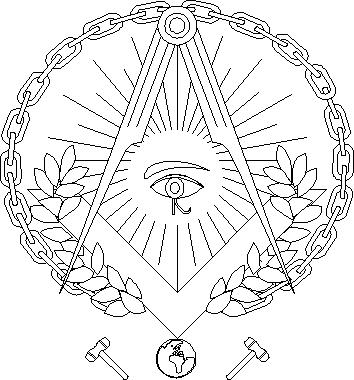
Название романа — явная отсылка на всевидящее око — масонский символ, символизирующий Великого Архитектора Вселенной

«Небесное око» — один из ранних романов Дика, но темы в нём, которые станут центральными для творчества будущего классика, уже звучат здесь вполне отчётливо. Главный вопрос, который ставит автор: влияет ли наше субъективное восприятие на объективную картину мира? А если влияет, то как? 

Моя фантастика посвящена двум главным вопросам — «Что есть реальность?» и «Кто такой человек?»— Цитата из книги "Эксогезы Филипа К. Дика"
Дик вскоре продолжит поднимать похожие темы в своих других произведениях:
- Вмешательство божье — в мире, представленном Артуром Сильвестром Бог неоднократно вмешивается в жизнь людей, подобно в книге «Всевышнее вторжение» (1981);
- Псевдо-миры. Во время комы все персонажи оказываются в мире, о котором мечтал один из них, с очень похожей динамикой, как описано в романе «Убик» (1966);
- Во всех вымышленных мирах главных героев Дика предают роковые женщины.

Первоначальный вариант романа содержал острые нападки на американских консервативных христиан — мировоззрение антагониста Артура Сильвестра было основано на ветхозаветном прочтении Библии. Однако Уолхейм из Ace Books (по другой версии — владелец издательства Аарон Уин) опасался оскорбить чувства верующих и влиятельных общественных организаций и начал убеждать Дика изменить религиозные взгляды Сильвестра с христианского фундаментализма на «небольшой вымышленный культ». Чтобы добиться согласия автора, Уолхейм пообещал ему напечатать книгу не в сдвоенном формате, а отдельным изданием. Дик согласился и изобразил Сильвестра приверженцем пародийной секты внутри бабизма, адепты которой уверовали, увидев пророка Баба в чикагской закусочной. Несмотря на благожелательные отзывы на роман, в 1957 году Дик заявил, что перестаёт писать, и некоторое время был верен своему обещанию. Возможной причиной творческого отпуска считаются проблемы в личной жизни — после переезда из Беркли в Пойнт-Рейес-Стейшен в 1958 году Дик познакомился с Энн Уильямс-Рубинштейн, в результате бурного романа он разошёлся с Клео и женился на Энн.
В этом романе впервые Дик использует и описывает особую форму альтернативной реальности — «конечная субъективная реальность»; данный термин придумал Джонатан Летем). Позже писатель вновь вернётся к данной стилистике в романах «Три стигмата Палмера Элдрича» и «Убик». К этой реальности относятся «карманные» и иллюзорные вселенные: первые проецируются в сознание индивидов благодаря наркотикам или виртуальным технологиям, вторые порождаются психическим состоянием.
В своём эссе 1968 года под названием «Автопортрет», включённом в книгу 1995 года «Меняющиеся реальности Филипа Дика», Дик размышляет о своей работе и перечисляет, какие книги, по его мнению, «могли бы избежать Третьей мировой войны», куда входит и сам роман «Небесное око».

## Сюжет

Изображение настоящего «Беватрона», работавшего в Национальной лаборатории им. Лоуренса

Во время посещения (вымышленного) ускорителя «Беватрона», что в городе Бельмонт, в 1957 году, в ближайшем будущем 1959 года, восемь человек застревают в череде тонких и не так тонких нереальных миров. Промежуточный случай — это неисправность ускорителя частиц, который держит всех пострадавших в состоянии полной или частичной бессознательности.
Джек Гамильтон, главный герой, уволен со своей работы в электронной лаборатории калифорнийского ракетного завода из-за маккартистской паранойи относительно политических симпатий его жены Марши; это увольнение спровоцировано начальником Службы безопасности Чарли Макфиффом. Билл Лоус, афроамериканец с дипломом по физике, работает скромным гидом в «Беватроне». Артур Сильвестр — пожилой политический консерватор и верит в устаревшую геоцентрическую космологию, происходящую от раскольнического ответвления Баби. Джоан Рейсс — патологически параноидальная женщина, а Эдит Притчетт — пожилая женщина с материнской, но строгой критикой. Её сын Дэвид, вместе с Чарли Макфиффом, завершают группу из восьми человек.
После того, как одна из деталей «Беватрона» не срабатывает, все восемь членов туристической группы травмированы падением с высоты разрушенной площадки наблюдения и высоким уровнем радиации. Они просыпаются в мире, где чудеса, молитвы и проклятия — обычное дело. Гамильтон и Чарльз Макфифф путешествуют на небеса и видят гигантское всевидящее око. Они обнаруживают, что находятся в сознании Артура Сильвестра, в последующем конфликте с ним он теряет сознание и его мир заменяется следующим. Следующая Вселенная — это карикатура на викторианскую мораль, в которой Эдит Притчетт отменила всё, что считала неприятным, а третья Вселенная, в которую попадают главные герои, раскрывает параноидальные заблуждения Джоан Рейсс.
Наконец, группа приходит к марксистской карикатуре на современное американское общество. Персонажи обнаруживают, что Марша Гамильтон не создавала этот мир. Вместо этого, Чарльз Макфифф раскрывается как коммунист, который использует свою должность главного офицера безопасности для продвижения идеалов Коммунистической партии.
После того, как Макфифф потерял сознание, группа считает, что они вернулись в реальный мир. Джек Гамильтон и Билл Лоуз формируют небольшой бизнес, который ищет достижения в стереофонических технологиях. Разоблачение марксистской преданности Макфиффа отвергается как недоказуемое. Роман заканчивается неоднозначно, так как неясно, вернулась ли группа в реальность или они всё ещё живут в чужой вселенной.

## Отзывы
Лаборатория фантастики

 Goodreads
Редактор журнала The Magazine of Fantasy & Science Fiction Энтони Бучер похвалил роман, выделив, что он «хорошо рассчитан и искусно раскрыт»; Энтони также отметил, что он «никогда не видел, чтобы [его] тема обрабатывалась с большей технической ловкостью или придавала больше психологического смысла».

## В популярной культуре
Эпизод 20 научно-фантастического аниме-телесериала Эрго Прокси под названием «Sacred Eye of the Void / Goodbye, Vincent» основан на романе «Небесное око». В этом эпизоде главный герой просыпается, чтобы обнаружить себя застрявшим внутри чьего-то подсознания, предположительно одного из главных персонажей, и он должен пробираться через разные пласты реальностей, выясняя, как убежать и вместе с тем подтвердить, что он больше, чем просто образный вымысел мозга, в котором он пойман.